# إدريس عبد الوكيل
إدريس عبد الوكيل (10 أبريل 1925 - 15 مارس 2000) كان رئيس زنجبار من 24 أكتوبر 1985 إلى 25 أكتوبر 1990.